# 武禮縣
武禮縣，是明代交阯承宣布政使司太原府下轄的一個縣，治所約在今越南太原省武崖縣。其境內有平隆山，出𥔿硝。

## 沿革
- 永樂五年（1407年）六月癸未置，屬太原直隸州領[3][4]。
- 永樂六年冬十月己卯，陞交阯太原州為太原府[5][6][7][8][9]。
- 永樂十四年五月丙午，設交阯武禮縣儒學[10]。